# Het is koud zonder jou
Het is koud zonder jou is een single uit 1980 van de Nederlandse zanger André Hazes. Het is het zesde nummer van het album 'n Vriend. Het is een cover van een nummer van Rita Hovink uit 1976.

## Tracklist
1. Het is koud zonder jou
2. Vertel me de waarheid

## Hitnoteringen
| "Het is koud zonder jou" in de Nederlandse Single Top 100 binnen: 13-12-1980 | "Het is koud zonder jou" in de Nederlandse Single Top 100 binnen: 13-12-1980 | "Het is koud zonder jou" in de Nederlandse Single Top 100 binnen: 13-12-1980 | "Het is koud zonder jou" in de Nederlandse Single Top 100 binnen: 13-12-1980 | "Het is koud zonder jou" in de Nederlandse Single Top 100 binnen: 13-12-1980 | "Het is koud zonder jou" in de Nederlandse Single Top 100 binnen: 13-12-1980 | "Het is koud zonder jou" in de Nederlandse Single Top 100 binnen: 13-12-1980 | "Het is koud zonder jou" in de Nederlandse Single Top 100 binnen: 13-12-1980 | "Het is koud zonder jou" in de Nederlandse Single Top 100 binnen: 13-12-1980 |
| Week                                                                         | 1                                                                            | 2                                                                            | 3                                                                            | 4                                                                            | 5                                                                            | 6                                                                            | 7                                                                            |                                                                              |
| ---------------------------------------------------------------------------- | ---------------------------------------------------------------------------- | ---------------------------------------------------------------------------- | ---------------------------------------------------------------------------- | ---------------------------------------------------------------------------- | ---------------------------------------------------------------------------- | ---------------------------------------------------------------------------- | ---------------------------------------------------------------------------- | ---------------------------------------------------------------------------- |
| Nummer                                                                       | 23                                                                           | 16                                                                           | 19                                                                           | 31                                                                           | 32                                                                           | 32                                                                           | 50                                                                           | uit                                                                          |

### Evergreen Top 1000
| Evergreen Top 1000 "Het Is Koud Zonder Jou" | Evergreen Top 1000 "Het Is Koud Zonder Jou" | Evergreen Top 1000 "Het Is Koud Zonder Jou" | Evergreen Top 1000 "Het Is Koud Zonder Jou" | Evergreen Top 1000 "Het Is Koud Zonder Jou" | Evergreen Top 1000 "Het Is Koud Zonder Jou" | Evergreen Top 1000 "Het Is Koud Zonder Jou" | Evergreen Top 1000 "Het Is Koud Zonder Jou" | Evergreen Top 1000 "Het Is Koud Zonder Jou" | Evergreen Top 1000 "Het Is Koud Zonder Jou" | Evergreen Top 1000 "Het Is Koud Zonder Jou" |
| Jaar                                        | 2008                                        | 2009                                        | 2010                                        | 2011                                        | 2012                                        | 2013                                        | 2014                                        | 2015                                        | 2016                                        | 2017                                        |
| ------------------------------------------- | ------------------------------------------- | ------------------------------------------- | ------------------------------------------- | ------------------------------------------- | ------------------------------------------- | ------------------------------------------- | ------------------------------------------- | ------------------------------------------- | ------------------------------------------- | ------------------------------------------- |
| Positie                                     | -                                           | -                                           | -                                           | -                                           | -                                           | 856                                         | -                                           | 798                                         | -                                           | -                                           |

### NPO Radio 2 Top 2000
| Nummer met noteringen in de NPO Radio 2 Top 2000 | '06  | '07  | '08  | '09 | '10  | '11  | '12  | '13  | '14  | '15  | '16  | '17  | '18  | '19  | '20  | '21  | '22  | '23  | '24  |
| ------------------------------------------------ | ---- | ---- | ---- | --- | ---- | ---- | ---- | ---- | ---- | ---- | ---- | ---- | ---- | ---- | ---- | ---- | ---- | ---- | ---- |
| Het is koud zonder jou                           | 1206 | 1150 | 1818 | -   | 1870 | 1987 | 1648 | 1844 | 1836 | 1957 | 1881 | 1856 | 1446 | 1426 | 1477 | 1346 | 1553 | 1572 | 1689 |

1. ↑  Een '-' betekent dat het nummer niet was genoteerd en een vetgedrukt getal geeft de hoogste notering aan.
2. ↑  2006 was het eerste jaar met een notering voor dit nummer.